# Dar Aziza
Dar Aziza (in arabo دار عزيزة‎?) è un palazzo situato nella casba di Algeri. L'edificio, in stile moresco, venne realizzato nel XVI secolo e prende il nome da una principessa della città, figlia di un dey, alla quale venne dedicato il palazzo.